# Milhars
Milhars (okzitanisch gleichlautend) ist eine französische Gemeinde mit 231 Einwohnern (Stand: 1. Januar 2022) im Département Tarn in der Region Okzitanien (vor 2016 Midi-Pyrénées). Sie gehört zum Arrondissement Albi und zum Kanton Carmaux-2 Vallée du Cérou. Die Einwohner werden Milharsois genannt.

## Geografie
Milhars liegt etwa 44 Kilometer ostnordöstlich von Montauban. Der Cérou mündet hier in den Aveyron, der die Gemeinde in Norden begrenzt. Umgeben wird Milhars von den Nachbargemeinden Varen im Norden, Riols im Nordosten, Saint-Martin-Laguépie im Osten, Mouzieys-Panens im Südosten, Marnaves im Süden, Roussayrolles im Südwesten sowie Féneyrols und Montrosier im Westen.

## Bevölkerungsentwicklung
| Jahr                       | 1962 | 1968 | 1975 | 1982 | 1990 | 1999 | 2006 | 2018 |
| -------------------------- | ---- | ---- | ---- | ---- | ---- | ---- | ---- | ---- |
| Einwohner                  | 374  | 350  | 351  | 341  | 316  | 262  | 262  | 244  |
| Quellen: Cassini und INSEE |      |      |      |      |      |      |      |      |

## Sehenswürdigkeiten

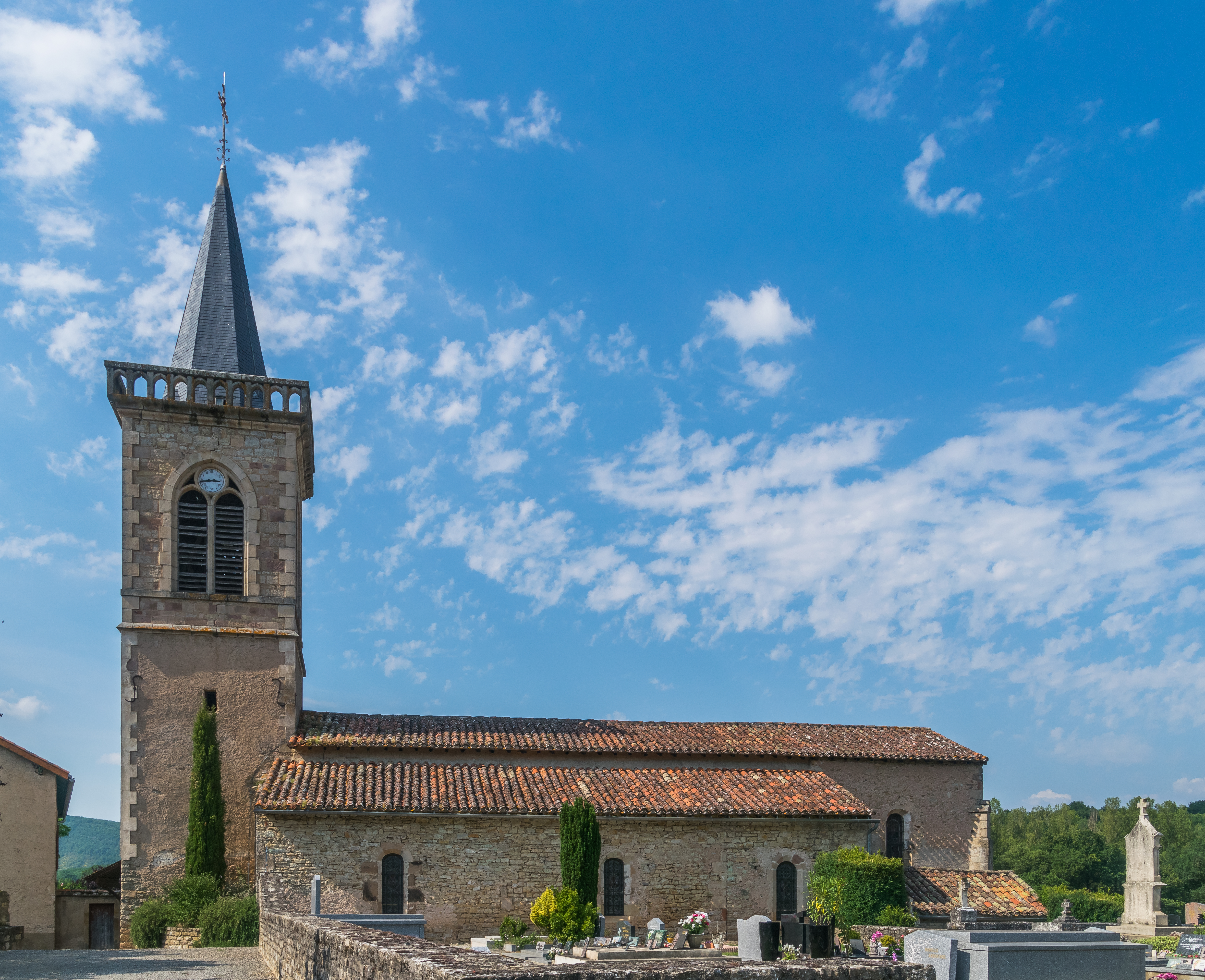
Kirche Saint-Pierre-ès-Liens

- Kirche Saint-Pierre-ès-Liens
- Burgruine